# Monilofity
Monilofity (Monilophyta Cantino & Donoghue 2007) – klad obejmujący niemal wszystkie rośliny zarodnikowe określane mianem paprotników z wyłączeniem wcześniej oddzielonej linii rozwojowej widłaków. Stanowi grupę siostrzaną dla roślin nasiennych. Obejmuje pochodzące od wspólnego przodka rośliny, które współcześnie tworzą cztery monofiletyczne grupy o różnej randze systematycznej w zależności od systemu: nasięźrzałowe (psylotowe), skrzypowe, strzelichowe i paprotkowe. W niektórych systemach grupa jest tożsama ujmowanym szeroko paprociom (np. w systemie Ruggiero i in. 2015 oraz systemie PPG I).
Cechą apomorficzną tych roślin jest charakterystyczna budowa walca osiowego typu syfonosteli – z miękiszowym rdzeniem otoczonym cylindrem drewna z przyległym od zewnątrz, a czasem też od wewnątrz cylindrem tworzonym przez łyko.
Nazwa Monilophyta nie została dotychczas opublikowana jako ważna nazwa naukowa – pojawia się w różnych publikacjach, jednak bez opisu naukowego, w piśmiennictwie anglojęzycznym zwykle pod nazwą zwyczajową "Monilophytes" (od 2001). W zapisie z podaniem autorów: Monilophyta P.D. Cantino & M.J. Donoghue 2007 została adoptowana jako formalna (tj. spełniająca wymagania PhyloCode) nazwa kladu. Nazwa utworzona została z łacińskiego słowa monile znaczącego naszyjnik i greckiego słowa φυτόν (phyton) oznaczającego roślinę, w nawiązaniu do budowy anatomicznej przedstawicieli kopalnych. Jej synonimem w języku angielskim jest określenie ferns (paprocie) w szerokim ujęciu.
Wcześniej grupa ta opisana została przez Kenricka i Crane w 1997 jako „infragromada” (ranga nieformalna, nie ujęta w kodeksie nomenklatury botanicznej) Moniliformopses. Ze względu na stosowaną formę łacińską zapisu nazwy i rangę systematyczną jednostek podrzędnych grupa ta bywa przypisywana do rangi gromady. 

## Systematyka
System Smitha i in. (2006)
Monilofity nie mają określonej kategorii systematycznej i określane są mianem grupy lub kladu. Smith i in. robią tak z premedytacją, wskazując na generalnie dużą problematyczność w ustalaniu rang taksonomicznych dla monofiletycznych grup w randze wyższej niż klasa. Autorzy ci dzielą Monilophyta na cztery klasy, wskazując Psilotopsida jako bazalną dla pozostałych przedstawionych w politomii:
- klasa: psylotowe Psilotopsida D.H. Scott, Stud. Foss. Pl., ed. 2: 616, 631, 632. 1909
- klasa: skrzypowe Equisetopsida C. Agardh, Classes Pl.: 7. 20 Mai 1825
- klasa: strzelichowe Marattiopsida Doweld, Tent. Syst. Pl. Vasc.: vii. 23 Dec 2001
- klasa: paprotkowe Pteridopsida Ritgen, Aufeinanderfolge Org. Gest.: 63. Sep 1828

System Reveala (2008)
Smith i pozostali autorzy systemu paprotników odsyłają do Jamesa L. Reveala jako autorytetu w zakresie nomenklatury wyższych jednostek systematycznych roślin. Autor ten łączy dwie klasy (strzelichowe i paprociowe) w jedną podgromadę Pteridophytina, podczas gdy inni systematycy pozostawiają te grupy wraz ze skrzypowymi w politomii. Podział systematyczny Reveala:
- podgromada: Psilotophytina Tippo ex Reveal in Phytologia 79: 70. 29 Apr 1996
  - klasa: psylotowe Psilotopsida D.H. Scott, Stud. Foss. Pl., ed. 2: 616, 631, 632. 1909
- podgromada: Equisetophytina Reveal in Phytologia 79: 70. 29 Apr 1996
  - klasa: skrzypowe Equisetopsida C. Agardh, Classes Pl.: 7. 20 Mai 1825
- podgromada: Pteridophytina Engl., Führer Garten Breslau: 10, 11. Mai 1886
  - klasa: strzelichowe Marattiopsida Doweld, Tent. Syst. Pl. Vasc.: vii. 23 Dec 2001
  - klasa: paprotkowe Pteridopsida Ritgen, Aufeinanderfolge Org. Gest.: 63. Sep 1828

System PPG I (2016)
W systemie PPG I monilofity odpowiadają klasie paproci Polypodiopsida zgodnie z ujęciem Pryer i in. (2009) oraz Ruggiero i in. (2015). Należące tu rośliny dzielone są na cztery podklasy o następujących relacjach:
|  | nasięźrzałowe Ophioglossidae                                                         |
|  |                                                                                      |
|  | \| \| strzelichowe Marattiidae \| \| \| \| \| \| paprotkowe Polypodiidae \| \| \| \| |
|  |                                                                                      |
|  | strzelichowe Marattiidae                                                             |
|  |                                                                                      |
|  | paprotkowe Polypodiidae                                                              |
|  |                                                                                      |

|  | strzelichowe Marattiidae |
|  |                          |
|  | paprotkowe Polypodiidae  |
|  |                          |

|  | nasięźrzałowe Ophioglossidae                                                         |
|  |                                                                                      |
|  | \| \| strzelichowe Marattiidae \| \| \| \| \| \| paprotkowe Polypodiidae \| \| \| \| |
|  |                                                                                      |
|  | strzelichowe Marattiidae                                                             |
|  |                                                                                      |
|  | paprotkowe Polypodiidae                                                              |
|  |                                                                                      |

|  | strzelichowe Marattiidae |
|  |                          |
|  | paprotkowe Polypodiidae  |
|  |                          |

Mimo że od końca XX wieku systemy klasyfikacyjne na ogół włączają skrzypy jako grupę zagnieżdżoną w obrębie paproci, to jednak pojawiają się autorzy zwracający uwagę na to, że jest to rozwiązanie najwyraźniej nieuprawnione, ze względu na wiek najstarszych przedstawicieli skrzypów i ich zróżnicowanie już w dewonie. Postulują oni wyłączenie skrzypów w odrębną klasę Sphenopsida.